# Olga Weiß
Olga Weiß (* 18. September 1853 in München; † 30. Juni 1903 ebenda) war eine deutsche Malerin, Karikaturistin und Kunstpädagogin.

## Leben
Olga Weiß war eine Tochter des Landschafts- und Architekturmalers Joseph Andreas Weiß. Dieser hatte vor ihrer Geburt als Hofmaler des Herzogs Max Eugen von Leuchtenberg in St. Petersburg  gearbeitet und sich nach dessen Tod 1852 in München niedergelassen. Dort kaufte er ein auch als Atelier genutztes Haus, in dem Olga Weiß aufwuchs und von ihm früh an die Malerei herangeführt wurde. Sie hatte einen Bruder, der 1870 im Deutsch-Französischen Krieg fiel.
Ab 1872 besuchte Olga Weiß die Weibliche Abteilung der Königlichen Kunstgewerbeschule München. Dort war sie zunächst eine Schülerin von Theodor Spieß (1846–1920) und danach von Heinrich Stelzner (1833–1910), bei dem sie die Stilllebenmalerei in Aquarell, Tempera und Öl und das Zeichnen nach der Antike sowie nach dem lebenden Modell studierte.
Im November 1879 übernahm Olga Weiß das Lehrfach für Blumenzeichnen (später auch das für Blumenmalen) an der Kunstgewerbeschule München. Ihr Unterricht war beliebt, so dass sie in manchen Semestern über 80 Schülerinnen hatte. Bei ihr studierten unter anderem Johanna von Destouches und Else Gürleth-Hey. Eine Kollegin von Weiß war Clementine von Braunmühl. Beide gehörten 1882 zu den Gründerinnen des Münchner Künstlerinnenvereins.
1880 konnte Weiß mit fünfzehn Blumenaquarellen einen ersten Ausstellungserfolg im Kunstverein München erzielen. Ab 1883 nahm sie wiederholt an den jährlichen Ausstellungen im Münchner Glaspalast teil. Sie war außerordentliches Mitglied der Münchener Künstlergenossenschaft und gehörte der Luitpold-Gruppe an.
Olga Weiß litt an einer Krankheit, durch die sich ihr Gesundheitszustand in den letzten zwanzig Lebensjahren stetig verschlechterte. 1903 verstarb sie im Alter von 49 Jahren in München. Ihr künstlerischer Nachlass, der 60 Bilder, Studien und Skizzen umfasste, wurde nach ihrem Tod vom Kunstverein ausgestellt und fand schnell Käufer. Bei der Ausstellung 1903 im Münchner Glaspalast wurde posthum ein Herbstzeitlosen darstellendes Werk von Olga Weiß gezeigt.

## Werk

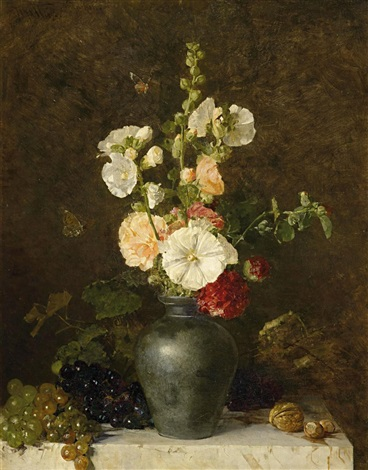
Stillleben mit Weintrauben neben Malven in einem Tonkrug (1886)

Olga Weiß malte vor allem Stillleben, insbesondere Blumenstücke. Zu ihren bevorzugten Motiven gehörten Malven, Rosen und Trauben. Anfangs arbeitete sie in Aquarell, bald darauf auch in Öl. Die Neue Pinakothek in München hält zwei ihrer Blumenstillleben.
Neben Gemälden schuf Weiß auch Karikaturen in Form einzelner Blätter und Episoden und Zyklen, welche sie mit poetischen Texten ergänzte. Viele dieser Arbeiten dienten nur der Unterhaltung in ihrem Freundeskreis und blieben unveröffentlicht. Einige erschienen aber auch als Illustrationen in der humoristischen Wochenschrift Fliegende Blätter.
Friedrich Pecht erwähnte Olga Weiß in seiner 1888 erschienenen Publikation Geschichte der Münchener Kunst im neunzehnten Jahrhundert. Sie habe als „Blumenmalerin ein sinniges, einfühliges Talent in ihren Bildern bewiesen und sich zugleich als Mitarbeiterin der Fliegenden Blätter durch ihre sehr drolligen und witzigen Bilder aus dem Frauenleben vorteilhaft bekannt gemacht“.
Werke (Auswahl)
- Trauben und Frühlingsblumen, 1882 Ausstellung Münchener Kunstverein[11]
- Stilleben „Malven“, 1883 Internationale Kunstausstellung München[12]
- Steinpilze im Grase, Öl auf Holz, 17,5 × 15 cm, Bezeichnung „Olga Weiß 1884“, 1926 Auktion Galerie Hugo Helbing[13]
- Stillleben. Malvenstrauss, 1886 Ausstellung Akademie Berlin[14]
- Stillleben mit Weintrauben neben Malven in einem Tonkrug (Blumenstillleben mit weißen Stockrosen und roten Nelken in einem grauen Krug, daneben Weintrauben und Nüsse auf Tischplatte aus weißem Marmor, zudem zwei Schmetterlinge),[15] 1886, Öl auf Leinwand, 67,5 × 52 cm, Bezeichnung links oben „Olga Weiss München ´86“
- Liegender Knabe, 1886, Bleistift auf Papier, 2019 Ausstellung Ostholstein-Museum[16][17]
- Aus der Herbstzeit und Aus der Frühlingszeit, 1889 Münchener Jahresausstellung[18]
- An der Rivera und Schneerosen, Öl, 1890 Münchener Jahresausstellung[19]
- Schneerosen und Sommerblumen, Öl, 1892 Internationale Kunstausstellung München[20]
- Blumenbukett. Veilchen, Schlüsselblumen etc., Öl auf Holz, 16 × 23 cm, Bezeichnung „Olga Weiß 93“, 1926 Auktion Galerie Hugo Helbing
- Traubenstück, Öl, 1896 Münchener Jahresausstellung[21]
- Löwenzahn und Karikaturen, Aquarell, 1900 Münchener Jahres-Ausstellung[22]
- Blumenstillleben (Geißblatt), um 1902, Öl auf Leinwand, 51 × 40,5 cm, Bayerische Staatsgemäldesammlungen – Neue Pinakothek München (1910 als Vermächtnis der Künstlerin erworben, Inventarnummer 8603)
- Blumenstillleben (Herbstzeitlose), Öl auf Pappe, 29,1 × 29,1 cm, Bayerische Staatsgemäldesammlungen – Neue Pinakothek München (1910 als Vermächtnis der Künstlerin erworben, Inventarnummer 8604)
- Edelweiß, Holz, 40 × 30 cm, Städtische Galerie Rosenheim (Inventarnummer 547)[23]
- Atelier der Künstlerin, Holz, 25 × 18,6 cm, Bezeichnung oben rechts „O. Weiss“[6]

## Ausstellungen (Auswahl)
- 1883, 1892: Internationale Kunstausstellung München, Münchner Glaspalast
- 1888: Deutsch-Nationale Kunstgewerbe-Ausstellung, München, Glaspalast
- 1889, 1890, 1896, 1900, 1902, 1903: Münchener Jahresausstellung, Münchener Künstlergenossenschaft, Glaspalast
- 1896: Frühjahrsausstellung Münchener Secession
- 1886: Jubiläums-Ausstellung der Akademie der Künste Berlin
- 1891, 1896: Internationale Kunstausstellung Berlin
- 1903: Die Pflanze in ihrer dekorativen Verwertung, Leipziger Kunstgewerbemuseum[24]
- 2019: Alles Zeichnen ist gut… Zeichnungen aus der Sammlung Becker, Ostholstein-Museum, Eutin